# Essex—Kent
Pour les articles homonymes, voir Essex (homonymie) et Kent (homonymie).
Essex—Kent fut une circonscription électorale fédérale de l'Ontario, représentée de 1979 à 1997.
La circonscription d'Essex—Kent a été créée en 1976 avec des parties d'Essex—Windsor, Kent—Essex et Lambton—Kent. Abolie en 1996, elle fut redistribuée parmi Essex et Kent—Essex.

## Géographie
En 1976, la circonscription d'Essex—Kent comprenait:
- Dans le comté d'Essex
  - Les cantons de Colchester South, Gosfield North, Gosfield South, Mersea et Pelee
- Dans le comté de Kent
  - Les cantons de Harwich, Raleigh, Romney et Tillbury East
  - La ville de Tillbury

## Députés
1. 1979-1984 — Robert Daudlin, PLC
2. 1984-1988 — James Eber Caldwell, PC
3. 1988-1997 — Jerry Pickard, PLC

- PC = Parti progressiste-conservateur
- PLC = Parti libéral du Canada